# Strange Times (The Black Keys)
Strange Times è un singolo del duo rock statunitense The Black Keys, pubblicato nel 2008 ed estratto dall'album Attack & Release.

## Tracce
- 7"

1. Strange Times
2. Something On Your Mind (Dino Valenti)

## Video
Il videoclip della canzone è stato diretto da Lance Bangs.

## Formazione
- Dan Auerbach - voce, chitarra
- Patrick Carney - batteria
- Danger Mouse – basso, tastiera